# Tập đoàn quân số 8 (Anh)
Tập đoàn quân đoàn số 8 của Anh (tiếng Anh: The British Eighth Army) là một đơn vị nổi tiếng của Quân đội Hoàng gia Anh trong Thế chiến thứ hai, tham chiến tại Chiến trường Bắc Phi, Trận Sicilia và Chiến trường Ý. Đơn vị này thuộc Anh quốc, chỉ huy luôn là người Anh, nhưng sĩ quan binh lính gồm từ nhiều các quốc gia trong Liên hiệp Đế quốc Anh, cộng thêm các đơn vị lưu vong từ các quốc gia bị Đức Quốc xã chiếm đóng. Ngoài ra, chỉ huy của tập đoàn quân còn được phối thuộc thêm các đơn vị từ các nước Đồng Minh như như Úc, Ấn Độ, Pháp, Hy Lạp, Tân Tây Lan, Ba Lan, Rhodesia, Nam Phi.

## Tổ chức
Tập đoàn quân số 8 được hình thành từ lực lượng Tây sa mạc vào tháng 9 năm 1941 dưới sự chỉ huy của tướng Alan Cunningham.